# Black, Brown and Beige
Black, Brown and Beige ist eine von Duke Ellington komponierte Orchester-Suite, die im Jahr 1943 entstand und mehrfach überarbeitet wurde (zuletzt 1969). Sie gilt als sein meist gefeiertes Werk und einer der Meilensteine der Jazzmusik. Das Magazin Rolling Stone wählte das 1958 erschienene Album 2013 in seiner Liste Die 100 besten Jazz-Alben auf Platz 77. Die Suite besteht aus drei Teilen, die jeweils verschiedene Aspekte der afroamerikanischen Geschichte und Erfahrung erkunden.

## Das Stück
Black, Brown and Beige ist ein mehrteiliges Orchesterwerk, das für eine Bigband-Besetzung geschrieben wurde und in der Fassung der Uraufführung gut fünfundvierzig Minuten Dauer hatte. Ellington hat sie als „a tone-parallel to the history of the American Negro“ („tönende Parallele zur Geschichte des amerikanischen Negers“) bezeichnet.
Die drei Sätze tragen die Titel „Black“, „Brown“ sowie „Beige“. Das Werk ist von der Instrumentalbesetzung und dem Stil her dem Jazz zuzuordnen, ist aber formal, für den Jazz ungewöhnlich, eine Suite.
Der erste Teil, "Black", erzählt von der Sklaverei und dem Leiden der schwarzen Bevölkerung. Ellington verwendet hier tiefe, düstere Klänge, um die Schwere dieser Zeit einzufangen. Der zweite Teil, "Brown", widmet sich der afroamerikanischen Erfahrung im städtischen Umfeld und zeigt eine Mischung aus Energie und Melancholie. Der letzte Teil, "Beige", ist eine Hymne an die Hoffnung und den Stolz der schwarzen Gemeinschaft.

## Entstehung
Duke Ellington begann Ende 1942, an der Musik für Black, Brown and Beige zu arbeiten. Er hatte aber schon Ende der 1930er Jahre geplant, ein Werk zu schreiben, das die Geschichte der Afroamerikaner verarbeiten sollte. In der Duke-Ellington-Sammlung der Smithsonian Institution befindet sich ein 39-seitiges Skript mit dem Titel „Boola“, das in Versform die Geschichte eines Afrikaners erzählt, der auf einem Sklavenschiff in der Neuen Welt ankommt.
Dieses angefangene Projekt hat Ellington nie vollendet. Es war aber die Inspirationsquelle für sein großformatiges Werk Black, Brown and Beige. So stammen die Titel einiger Teile dieses Werkes ebenso wie der Text in dem Teil The Blues aus dem Boola-Skript.

## Ursprünglicher Aufbau der Suite (1943)
A. Black
1. Worksong 

2. Come Sunday

3. Light
B. Brown
4. West Indian Dance 

5. Come Sunday 

6. The Blues
C. Beige
7. A View from Central Park 

8. Cy Runs Rock Waltz 

9. Interlude - Cy Runs Rock Waltz 

10. Sugar Hill Penthouse 

11. Finale

## Wirkung
Duke Ellington hat die Suite am 23. Januar 1943 bei seinem ersten Konzert in der Carnegie Hall in New York mit seinem Orchestra uraufgeführt. Zuvor wurde es als Ellingtons erste Sinfonie beworben.
Black, Brown and Beige war ein großer Erfolg beim Publikum, die Reaktionen der Kritiker waren jedoch gemischt. In der Fachzeitschrift Metronome wurde betont, dass die Suite die Möglichkeiten von Ellingtons Bandpersonal vertiefte, Ellingtons Ambitionen als Komponist unglaublich unterstützte, mit seinem Reichtum an schönen Melodien, den frischen, ausdrucksstarken Arrangements für die Bläser und seinem nichtnachgebenden rhythmischen Drive. Paul Bowles, damals Kritiker der Herald Tribune, akzeptierte zwar Ellingtons Anspruch, dass es sich bei Black, Brown and Beige um Kunstmusik handele, kam aber zu dem Ergebnis, dass der Versuch, die Jazzformen mit Kunstmusik zu fusionieren, „enttäuschend“ ausgegangen sei. Andere Kritiker bestritten demgegenüber sogar, dass es sich bei der Darbietung von Ellington und seinem Orchester überhaupt um ein Konzert gehandelt habe. Selbst John Hammond war der Ansicht, dass Ellington damit den Jazz „verwüste“. Nach Ansicht von Ted Gioia ist das Werk trotz einiger Unzulänglichkeiten (wie zu vieler Tempowechsel und Melodien im letzten Teil) ein Meilenstein im Schaffen von Ellington.
Die Uraufführung von 1943 war nicht von Ellingtons damaliger Schallplattenfirma RCA Victor aufgezeichnet worden, da die Länge des Stückes einen Aufwand bedeutet hätte, der damals klassischer Musik vorbehalten war. Angestellte Techniker der Carnegie Hall hatten aber eine private Aufzeichnung angefertigt, die 1977 schließlich veröffentlicht wurde. Obwohl Black, Brown & Beige von einigen Kritikern als Meisterwerk bezeichnet wurde, hat Ellington sich möglicherweise durch negative Kritiken entmutigen lassen, sodass er die ursprüngliche Suite nach zwei Konzerten in Boston und Cleveland nie wieder als Ganzes aufgeführt hat. Einzelne Teile der verschiedenen Sätze, wie beispielsweise „Work Song“ oder „Come Sunday“, hat er aber in verschiedenen Zusammenstellungen gespielt.
Als Ellington im Dezember 1944 zum zweiten Mal in der Carnegie Hall auftrat, bot er das Stück in einer Version dar, die auf gut die Hälfte gekürzt war; nur noch sechs Teile wurden aufgeführt, die im Wesentlichen aus den beiden ersten Sätzen Black und Brown stammten und am besten durchgearbeitet waren (Claudia Roth Pierpont vermutet, dass der dritte Teil, Beige, noch im Entstehungsprozess war, da Ellington hier noch in der Nacht vor der Uraufführung Hand angelegt hatte; in Beige hatte sich Ellington aber auch kritisch zu den Zuständen im heutigen Harlem geäußert.)
Auf der ersten Schallplattenaufnahme (RCA 2115524-2) war die gleiche Auswahl in sogar nur noch 18 Minuten zu hören; erstmals war hier das Stück „Come Sunday“ mit Text versehen. 1958 wurde ein gleichnamiges Album veröffentlicht, in der sechs Teile der Suite vom Duke Ellington Orchestra interpretiert werden und zusätzlich ein neuer, letzter Teil 23rd Psalm; die Gospel-Sängerin Mahalia Jackson trug die Gesangsteile vor. Das Album, das später auch zwei weitere Stücke, Track 360 und Blues in Orbit enthielt, erschien unter dem Titel Black, Brown and Beige.
1963 wurde es (als einziges der großformatigen Werke Ellingtons) in Notenform veröffentlicht. 1969 verfasste Ellington einen neuen Schlussteil für die siebenteilige Suite, eine Variante von „Work Song“, der mit einem abschließenden Zitat von „Come Sunday“ endete.

## Diskographische Hinweise
- Duke Ellington – Carnegie Hall Concerts January 1943 (Prestige Records)
- Duke Ellington and His Orchestra – Black, Brown & Beige (The 1944-1946 Band Recordings) (RCA Victor)[10]
- Duke Ellington – Carnegie Hall Concerts December 1944 (Prestige)
- Duke Ellington and His Orchestra Featuring Mahalia Jackson – Black, Brown And Beige (Columbia, 1958)
- Duke Ellington/American Composers Orchestra (unter Leitung von) Maurice Peress: Black, Brown & Beige/Three Black Kings/New World A-Comin’/Harlem (MusicMasters, 1989/Nimbus Records, 2008)
- Claude Bolling Black, Brown & Beige (Milan, 1993)